# Turismo no Pará

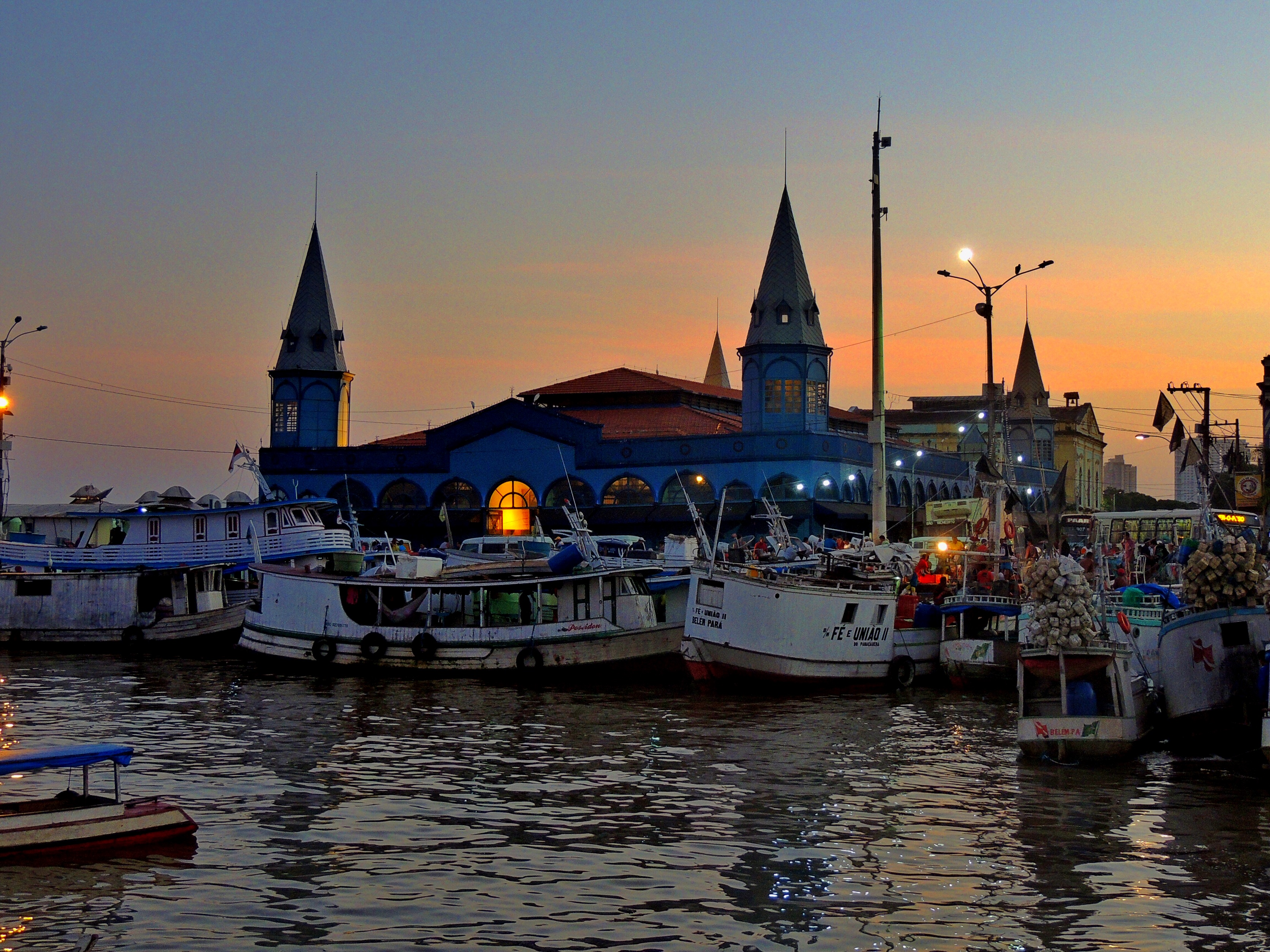
Mercado Ver-o-Peso. Ponto turístico do Pará.

Com um território de aproximadamente 1.248.042 km², o que corresponde a 26% do território amazônico, o Pará é dividido em 144 municípios, onde vivem um pouco mais de oito milhões de pessoas, que dedicam a atividades nos três setores principais da economia: primário, secundário e terciário. Atualmente, a economia do Estado está focada em uma tríade que se baseia nas vocações naturais do território paraense: agroindústria, verticalização mineral, turismo e as comidas típicas.
Destas três atividades, o turismo é, com certeza, a atividade que tem grande chance de se consolidar como um dos setores de maior atração para o emprego e geração de renda[carece de fontes?]. O Estado oferece grandes atrativos turísticos, principalmente de origem natural, fato atestado pela Organização dos Estados Americanos (OEA), que concluiu que o Pará é dono de 49% das atrações naturais da Amazônia[carece de fontes?]. O estímulo à atividade turística se dá por dois fatores: a execução de obras que embelezam cidades paraenses e a divisão do Estado em seis polos turísticos, que contemplam diversas vertentes da atividade.

## Capital
Obras como a Estação das Docas, Ver-o-Rio, Parque da Residência, Mangal das Garças, Feliz Lusitânia e Aeroporto Internacional de Belém ajudaram a impulsionar a atividade turística na capital, sendo atração permanente para pessoas de todas as partes do País e do mundo durante o ano inteiro e não apenas no Círio de Nazaré, que é uma época tradicional para o turismo no Estado.

### Principais pontos turísticos da Região Metropolitana de Belém
- Abaixo alguns pontos turísticos da capital paraense:
- Ver-o-Peso
- Estação das Docas
- Feliz Lusitânia
- Parque da Residência
- Theatro da Paz
- Mangal das Garças
- São José Liberto
- Ver-o-Rio
- Hangar - Centro de Convenções e azônia
- Jardim Botânico Bosque Rodrigues Alves
- Estádio Olímpico do Pará
- Icoaraci
- Parque dos Igarapés
- Museu das Onze Janelas
- Museu de Artes de Belém
- Museu do Estado do Pará
- Museu Paraense Emílio Goeldi
- Museu de Gemas do Pará
- Museu de Arte Sacra
- Teatro Experimental Waldemar Henrique
- Palácio Antônio Lemos
- Cidade Velha
- Basílica Santuário Nossa Senhora de Nazaré

## Pontos Turísticos
- Belém/Costa Atlântica

Uma região voltada basicamente para o turismo de negócios, lazer e cultura. Abrange a cidade de Belém e municípios da região do Salgado, como Salinópolis, Bragança e Marapanim, banhados pelo oceano Atlântico. No caso de Belém, o turista vai encontrar museus, teatros, bosques e praias de rio com ondas, como as de Mosqueiro, Icoarací e Outeiro. Conheça os principais pontos turísticos de Belém.
- Tapajós

O Polo Natural do Tapajós tem várias atrações a oferecer, como o encontro das águas do rio Amazonas e do rio Tapajós em Santarém, belas cachoeiras e formações rochosas localizadas próximas a cidade de Itaituba, que permitem a prática de esportes radicais como rapel e escalada, além da exuberante fauna e flora. Ainda na região do tapajós, a 65 km do centro da cidade de itaituba, pode-se visitar o Parque Nacional da Amazônia, um dos maiores atrativos turísticos do Pará.
- Araguaia - Tocantins

Também voltado para o turismo de aventura, este polo concentra atrações como o torneio de pesca, que acontece anualmente no lago da usina de Tucuruí e praias fluviais, que só estão disponíveis ao público no verão amazônico.
- Marajó

O Marajó é o polo turístico paraense em que o turismo ecológico está melhor desenvolvido. Na maior ilha fluvial do mundo, localizada na foz do rio Amazonas, as atrações vão desde a pororoca até a culinária. As praias do Marajó são recantos visitados não só por turistas paraenses. A região é constantemente visitada por estrangeiros e já foi tema de diversas reportagens para a televisão europeia.
- Xingu

Pela divisão que instituiu os polos turísticos paraenses, esta microrregião é representada pelo município de Altamira, conhecido como o maior do mundo em termos de extensão. O município é dono de belas praias e de uma riqueza cultural muito bem preservada pelos descendentes de índios e portugueses da região. O rio que dá nome ao polo é um dos principais corredores de pesca esportiva do Estado. A paisagem da região é completada por cachoeiras, corredeiras e praias de água doce.